# Orchelimum vulgare
Orchelimum vulgare är en insektsart som beskrevs av Harris, T.W. 1841. Orchelimum vulgare ingår i släktet Orchelimum och familjen vårtbitare. Inga underarter finns listade i Catalogue of Life.